# Американско земеделско училище (Солун)
Американското земеделско училище  (на гръцки: Αμερικανική Γεωργική Σχολή; на английски: American Farm School) е протестантско средно учебно заведение в град Солун, Гърция. Разположено е в южното предградие Каламария. Основано в 1902 - 1904 година, училището до Междусъюзническата война от юни 1913 година е на практика българско по характер и в него получават професионално образование по земеделие стотици македонски българи.

## История

### Българско училище
Училището е основано в 1904 година в покрайнините на Солун, когато градът е все още в Османската империя, от д-р Джон Хенри Хаус, жена му Сюзан Аделин и Едуард Бел Хаскел. Дотогава Хаус в продължение на 30 години е протестантски мисионер на Балканите. В 1894 година Хаус се мести от Самоков в Солун, където оглавява протестантската мисия.
В 1902 година за нуждите на училището са закупени 160 декара работна земя от западнал чифлик в село Капуджилер в околностите на Солун. След получаване на ираде от султана училището започва да работи като Солунски земеделско-индустриален институт (Thessalonica Agricultural & Industrial Institute) в новопостроена малка сграда. Името скоро е сменено на Американско земеделско училище. В 1904 година училището е регистрирано в щата Ню Йорк като частно благотворително дружество, което има за цел да образова местното население в необходимите за успех в земеделието умения. Първите ученици са 10 българчета сираци от Илинденско-Преображенското въстание, като един селянин с жена си се грижи за стопанството, а един учител учи децата на четмо и писмо.
Теорията в училището е слабо застъпена, а се залага на практическото обучение. Идеята на Хаус е „образование на цялата личност: главата, ръцете, сърцето“. Езикът на преподаване в училището е българският. Училището предлага обучение по земеделие, градинарство, лозарство, животновъдство и бубарство, както и земеделски умения като дърводелство, зидарство и ковачество.
Училището се издържа чрез дарения от Съдинените щати, а машините и обзавеждането са дарение на чужди фирми. След като са събрани пари от дарения в САЩ, през 1906 година мисията построява голяма учебна сграда, където учителите и учениците едновременно живеят, работят и провеждат там учебните занятия. До 1907 година са посадени над 2 хиляди черничеви дървета за отглеждане на копринени буби, 6500 лозови пръчки – половината от местни сортове, а останалите – валандовски и калифорнийски, отделно орехи, бадеми, смокини, вишни, дюли. От Англия са донесени и засадени 2000 корена ягоди. В два специални курника се отглеждат 150 кокошки, внасят се пуйки. Построен е и краварник. През 1906 година добивът от нивите на училището стига 2000 оки пшеница, 1900 оки ечемик, 150 оки сусам, 200 оки ръж, 100 оки грах, над 6000 яйца. Курсистите построяват и вятърна мелница, висока 15 m, фурна и т.н. Американското министерство на земеделието изпраща различни сортове пшеница, за да бъдат изпробвани в почвените и климатични условия на Солунско. Училището закупува и ивица край Солунския залив, където се предвижда създаването на плаж и на рибарска станция. Училището продава излишъците от селскотопанската продукция, а учениците получават заплати, с които да посрещат разходите си за издръжка и така да се учат на трудолюбие и увереност в собствените сили. Училището има печатен орган „Отзиви от жътварите“, редактиран от Аделин Хаус.
Училището на практика е изцяло българско. В учебната 1908/1909 година от 50 ученици има само един от Нови пазар, Санджак, а останалите са от Битолско, Солунско, Тетово, Разлога и Неврокопско. Първият клас завършва в 1911 година. Български език преподават основателят на училището Хаус и дъщеря му. Илия Гологанов, редактор на солунското списание „Културно единство“, подчертава „българолюбието на д-р Хаус и семейството му“ и призовава всички българи да видят този
| „ | свой собствен институт, дето покрай практичните занятия се поддържа широко и българската мисъл | “ |

и да искат в скоро време да създадат и други такива училища по всички отрасли на земеделието. Гологанов се обръща към книгоиздателите и писателите да изпратят книги за училищната библиотека. Владислав Алексиев пише: „неизмѣрими бѣха ползитѣ, които това училище принасяше на селската българска младежъ и на селското стопанство“.

### Гръцко училище
След като Солун попада в Гърция през Балканската война, езикът на обучение и администрацията стават гръцки, а българите от училището изчезват. Училището успява да оцелее през турболентните години на Балканските войни, Първата световна война и заселването на гърците бежанци от Турция в Солун. В 1918 година училището е признато от гръцките власти като институция, предлагаща петгодишно образование и обучение на момчета над 15 години. В 1919 година Хаус е арестуван за пробългарска дейност. В 1922 година започва строежа на Принстън Хол в училището. В 1926 година синът на основателя Чарлз Лусиъс Хаус получава сребърен кръст на ордена на Феникса от гръцкото правителство, а в 1932 година – златен, а училището получава сребърен медал от Атинската академия.
През 30-те години училището се разширява и продължава да въвежда най-новите селскостопански иновации в Гърция. По време на окупацията през Втората световна война училището е затворено, собствеността му е конфискувана от окупационните власти, а Чарлс Хаус и Ан Келог Хаус са депортирани в концентрационни лагери. След Втората световна и Гражданската война училището е част от усилията за възстановяване на гръцкото селско стопанство. В 1946 година е основано женското училище под името Квакерско училище за домашно обучение (Quaker Domestic Training School). В 1949 година комунистически партизани отвличат горния клас на училището.
През втората половина на XX век то се ръководи от американския инженер и учител Брус М. Лансдейл. То започва да предлага взаимнообучение, курсове и технически съвети за фермери, международни програми за обучение на обучители и въвежда информационните технологии в кампуса и в образователната ферма.
Американското земеделско училище училище създава колежа „Димитрис Перотис“ в 1996 година.
Писмо от Едуард Хаскел до неговите колеги от американската мисионерска станция в Солун относно възможността за настаняване на 10 момчета сираци от вилаета Монастир на купената предишната година от американските мисионери земя за създаване на училищна ферма в Солун; строежа на къща и обор, надзираван от проповедника Граченов; Васил от Варварица и семейството му са наети, за да обработват земята и да се грижат за сираците; финансовите нужди.
22 ноември 1903 г.
Писмо от Джон Хенри Хаус до Дж. Л. Бартън за ареста му заедно с американските мисионери в Солун Кларк и Купър от страна на гръцкия генерал, командващ съюзните сили. Те са обвинени в българска пропаганда и в укриване на шпиони. Хаус заявява, че българският език е премахнат отдавна от учебната програма на Американското земеделско училище. Той обаче се използва в религиозните служби, тъй като много от служителите и работниците в училището са македонски българи протестанти.
22 февруари 1919 г.